# Władysław Bortnowski
Władysław Bortnowski (Radom, 12 novembre 1891 – Glen Cove, 21 novembre 1966) è stato un generale polacco, veterano delle Legioni polacche al servizio dell'Impero austro-ungarico durante il corso della prima guerra mondiale, dopo la fine del conflitto entrò in servizio nell'esercito della nuova Repubblica di Polonia. Dopo aver combattuto durante la Guerra polacco-ucraina e quella sovietico-polacca fu comandante di varie divisioni di fanteria, e nel 1938 del Gruppo Operativo Indipendente "Śląsk" che dopo Conferenza di Monaco partecipò all'occupazione dell'area di Zaolzie che allora apparteneva alla Cecoslovacchia. Dopo lo scoppio della seconda guerra mondiale fu comandante dell'Armata "Poznań" schierata a difesa del corridoio di Danzica, alla cui testa partecipò a diverse battaglie difensive contro l'invasione tedesca. Caduto prigioniero di guerra fu liberato dagli americani nel 1945, non ritornando più in Polonia dopo la fine ufficiale della guerra. Emigrato dapprima in Gran Bretagna e poi negli Stati Uniti d'America, tra il 1961 e il 1962 fu presidente dello Józef Piłsudski Institute of America.

## Biografia

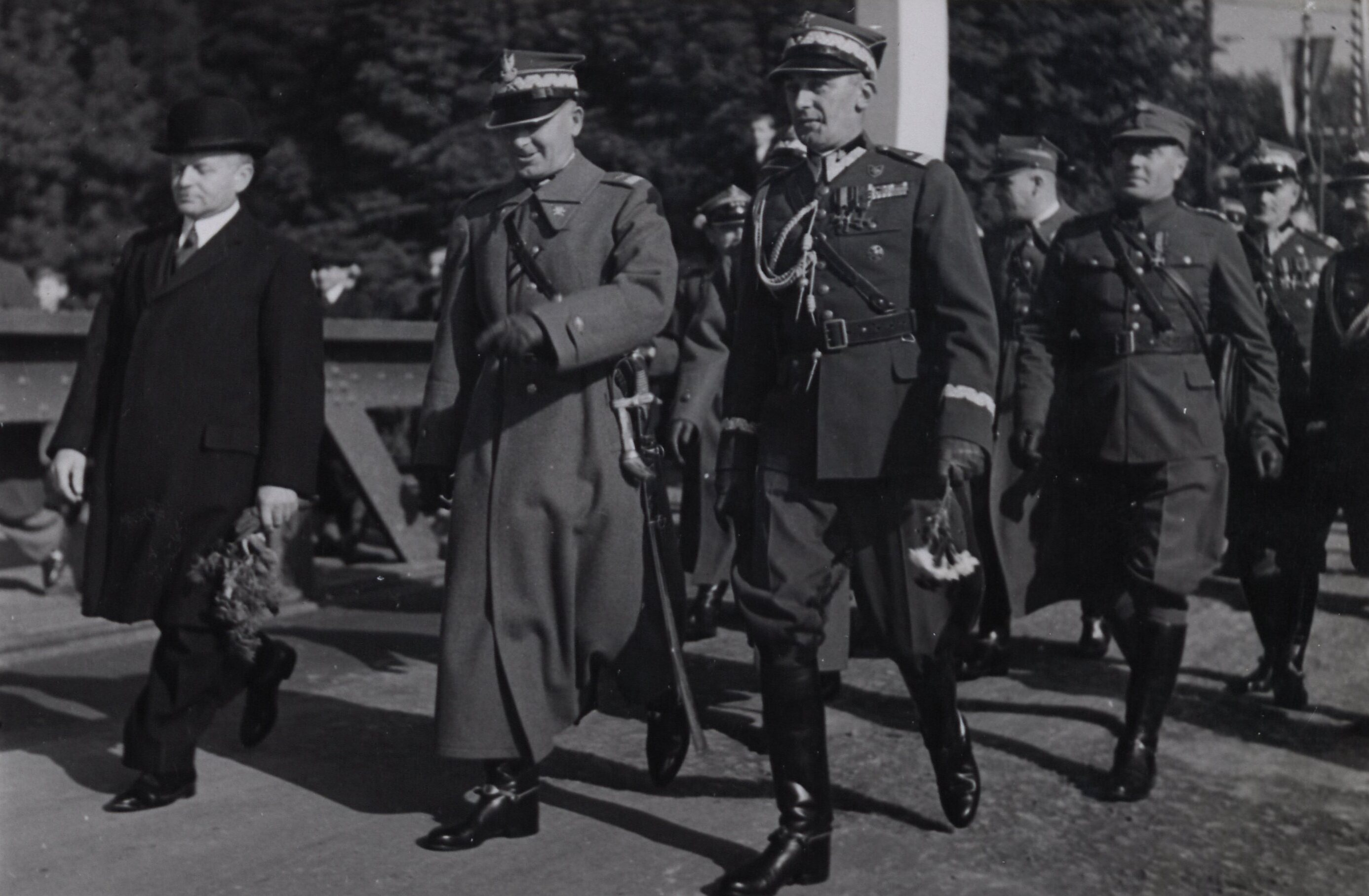
Il Voivoda della Slesia Michał Grażyński, il maresciallo Edward Rydz-Śmigły e generale Władysław Bortnowski a Český Těšín, 12 ottobre 1938.

Nacque a Radom, nel Regno del Congresso che allora faceva parte dell'Impero russo il 12 novembre 1891, figlio di Józef, di professione ingegnere Zofia Kałużyńska. Dopo aver completato gli studi secondari presso un ginnasio di Žytomyr, si iscrisse come studente di medicina all'università statale di Mosca, trasferendosi dopo un anno all'università Jagellonica di Cracovia dove completò i suoi studi.  Dal 1908 divenne membro dell'organizzazione segreta Związek Walki Czynnej, e dal 1912 dell'organizzazione paramilitare Związek Strzelecki.  Nel 1913 fu nominato sergente, ottenendo poi la nomina a ufficiale di complemento nei ranghi della Związek Strzelecki. Con lo scoppio della Grande Guerra interruppe i suoi studi superiori e il 7 agosto 1914 si unì alle Legioni polacche dove comandò un 4º plotone, 10ª Compagnia, 5º Battaglione del 1º Reggimento fanteria.  Successivamente, promosso secondo tenente, comandò una compagnia nel 5º Reggimento di fanteria, e poi divenne aiutante del 7º Reggimento fanteria della 1ª Brigata del generale Józef Piłsudski.  Il giorno di Natale del 1914 rimase ferito alla mascella nella battaglia di Łowczówek. In seguito agli eventi della crisi del giuramento del 1917, fu arrestato e internato nel campo di concentramento di Forte Beniaminów a Beniaminów, rimanendovi dal luglio 1917 fino al suo rilascio il 20 marzo 1918.  Dal suo rilascio fu comandante delle forze dell'Organizzazione Militare Polacca presenti a Cracovia fino all'ottobre 1918.
Con il grado di tenente colonnello, il 31 ottobre si arruolò nell'esercito polacco, rinato, al termine della prima guerra mondiale, dopo la proclamazione dell'indipendenza della Repubblica di Polonia.  Dapprima comandò una compagnia del 5º Reggimento fanteria e poi un battaglione dello stesso reggimento.  Nel novembre 1918 prese parte sia all'assedio di Przemyśl che a quello di Leopoli, e dal 16 maggio al 30 novembre 1919 divenne assistente didattico presso la Wyższa Szkoła Wojenna a Varsavia. 
Con l'inizio della guerra sovietico-polacca rimase nella sua posizione di insegnante a Varsavia fino al dicembre 1919. Dal 10 ottobre 1919 prestò servizio come ufficiale operativo nella 1. Dywizja Piechoty Legionów e successivamente fu capo della 3ª divisione del gruppo operativo guidato dal generale Edward Rydz-Śmigły.  Prestò poi servizio come capo del 3ª divisione della 3ª Armata e, dall'ottobre 1920, come Capo di stato maggiore della 3ª Armata allora al comando del generale Zygmunt Zieliński.
Dopo la fine della guerra fu mandato a Parigi, in Francia, dove il 1 novembre 1920 iniziò a frequentare l'École supérieure de guerre.  Nel settembre 1922 si laureò e ritornò in Polonia dove esercitò vari incarichi, tra cui quello primo ufficiale presso l'Ispettorato dell'esercito a Wilno.  Il 15 agosto 1924 fu promosso colonnello e nell'ottobre dell'anno successivo assunse il comando del 37º Reggimento fanteria di stanza a Kutno. Dopo il colpo di Stato di maggio nel 1926 rimase fedele a Pilsudski, e poi servì come capo della 3ª divisione dello Stato maggiore dell'esercito per due mesi a partire da novembre. Nel febbraio 1928 fu nominato comandante della 26ª Divisione fanteria a Skierniewice.[3] Dal giugno 1930 fu trasferito a Poznań, posto al comando della 14ª Divisione fanteria. Nell'ottobre dello stesso anno fu assegnato all'Ispettorato dell'esercito a Toruń come ufficiale, e il 1 novembre 1931 assunse il comando della 3. Dywizja Piechoty Legionów a Zamość, una delle unità più prestigiose dell'esercito polacco.
Il 1 gennaio 1932 il Presidente della Repubblica Ignacy Mościcki lo nominò generale di brigata, e a partire dal 12 ottobre 1935 prestò servizio come Ispettore generale delle forze armate a Toruń. Nell'autunno del 1938 gli fu affidato il comando del Gruppo Operativo Indipendente "Śląsk", che dopo la Conferenza di Monaco partecipò all'occupazione dell'area di Zaolzie che allora apparteneva alla Cecoslovacchia. La sua popolarità in Patria dopo l'occupazione di Zaolzie divenne così grande che doveva sostituire il Maresciallo di Polonia Edward Rydz-Śmigły come comandante in capo dell'esercito quando quest'ultimo si fosse candidato alla presidenza della Repubblica nelle previste elezioni del 1940. Il 1 marzo 1939 fu promosso generale di divisione, e poco prima dello scoppio della seconda guerra mondiale assunse il comando dell'Armata "Pomorze", posta all'estremità settentrionale del fronte polacco.
Durante la campagna di Polonia del settembre 1939, fu alla guida dell'Armata "Pomorze", che si trovò circondata su due lati dalle forze tedesche. Essa, il cui compito era la difesa del corridoio di Danzica, dovette combattere diverse battaglie difensive mentre si ritirava verso sud in direzione di Poznań e della capitale Varsavia, inclusa la battaglia della foresta di Tuchola.
Il 9 settembre subordinò la propria armata a quella di Armata "Poznań" al comando del generale Tadeusz Kutrzeba. Le forze combinate delle due armate parteciparono alla battaglia del fiume Bzura, una controffensiva ideata da Kutrzeba. Le forze dell'Armata "Pomorze" si distinsero particolarmente nei combattimenti vicino alle periferie di Łowicz e Sochaczew.
Il 14 settembre gli fu ordinato di ritirarsi sul lato settentrionale del fiume Bzura, il che portò alla definitiva ritirata delle due armate verso Varsavia. Il 21 settembre Borntowski fu catturato dalle forze tedesche e preso prigioniero di guerra. Trascorse il resto della seconda guerra mondiale in vari campi di prigionia nazisti, comel'Oflag IV-B Königstein, l'Oflag VIII-E di Johannisbrunn e infine all'Oflag VII-A di Murnau. Liberato nel 1945 dalle forze americane, rimase in esilio dopo la fine della guerra, inizialmente in Gran Bretagna, dove fu uno dei fondatori dell'Istituto Józef Piłsudski di Londra, e poi nel 1954 si trasferì negli Stati Uniti d'America. Qui si iscrisse alla Lega per l'indipendenza polacca e al Józef Piłsudski Institute of America. Fece parte del comitato dell'Istituto a partire dal 30 novembre 1954. Dal 19 giugno 1955 divenne vicepresidente dell'Istituto e ne assunse la presidenza nel 1961, mantenendola fino al 1962. Si spense il 21 novembre 1966 a Glen Cove, Stato di New York, e il suo funerale ebbe luogo cinque giorni dopo, il 26 novembre. Fu sepolto nel cimitero di Nostra Signora di Czestochowa a Doylestown (Pennsylvania). Sposato con Wanda Hurynowicz,ebbe due figli Andrzej e Krzysztof.

### Annotazioni
1. ↑  Unità composta principalmente da elementi della 1ª Brigata delle Legioni.

### Fonti
1. 1 2 3 4 5 6 7 8 9 10 11 12 13 14 15 16 17 18 19 20 21 22 23 24 25 26 27 28  Bohaterowie.
2. ↑  Kochanski 2012, p. 605.
3. 1 2 3 4 5 6 7 8 9  Pilsudski.
4. 1 2  Kochanski 2012, p. 61.
5. 1 2 3 4 5 6 7 8 9 10 11 12 13 14  Łoza 1938, p. 66.